# Onore di Grafton
L'onore di Grafton (in inglese Honour of Grafton) è un onore, cioè un insieme di manieri del Northamptonshire sudorientale, in Inghilterra.
Questo onore è storico e risale almeno al 1542, quando fu istituito mediante legge del Parlamento emanata nel 1541.
I villaggi moderni che rientrano nel territorio dell'onore sono, interamente o in parte, Abthorpe, Alderton, Ashton, Blakesley, Blisworth, Cold Higham, Furtho, Grafton Regis, Greens Norton, Hartwell, Passenham, Paulerspury, Potterspury, Roade, Stoke Bruerne, Shutlanger, Silverstone, Towcester, Whittlebury e Yardley Gobion; inoltre era inclusa anche la Whittlewood Forest.

## Storia
Una legge del Parlamento del 1541 stabilì che dall'anno seguente il maniero di Grafton, che sin dal 1527 era stato proprietà della Corona, sarebbe divenuto un onore, anche grazie all'annessione di altre tenute.
Nel 1673 l'onore fu assegnato a Caterina di Braganza, la regina moglie di Carlo II d'Inghilterra.
Alla sua morte, l'onore sarebbe dovuto passare a Henry Bennet, I conte di Arlington, ma, quando la regina morì (nel 1705), Arlington era già morto, cosicché l'onore passò a Charles FitzRoy, II duca di Grafton, suo nipote ed erede.
Il Ducato di Grafton era stato creato per uno dei figli naturali di Carlo II da Lady Castlemaine.
Wakefield Lodge, vicino a Potterspury, fu ricostruito dal II duca come sua residenza nel Northamptonshire, ma la sede ducale principale rimane Euston Hall, nel Suffolk.
I duchi di Grafton possedettero le loro proprietà nel Northamptonshire fino al 1921.